# Ślepiszki
Ślepiszki (lit. Šlepiškės) − wieś na Litwie, w okręgu wileńskim, w rejonie wileńskim, w gminie Bujwidze. W 2011 roku liczyła 19 mieszkańców.